# Jozef Rombaux
Jozef (Jos) Rombaux (Sint-Michiels, 29 december 1939 - Oostkamp, 15 maart  2025) was een Belgisch atleet die vooral uitkwam op de middellange en lange afstanden en de marathon. Hij was lid van de atletiekvereniging Olympic Brugge waar hij als trainer Daniël Decloedt had.
Rombaux kwam sinds het begin van de jaren zestig uit bij Belgische kampioenschappen in diverse disciplines. Ook kwam nam hij deel aan internationale wedstrijden. In 1968 was hij kandidaat voor deelname aan de Olympische spelen in Mexico op de marathon, maar zou nooit deelnemen.
Op 8 augustus 1968 nam hij deel aan de Belgische kampioenschappen marathon te Tessenderlo waarbij na afloop vijf deelnemers op doping werden gecontroleerd. Rombaux was de winnaar met een tijd van 2:28.38 maar werd als enige positief bevonden op het gebruik van stimulerende middelen. Rombaux kon na de wedstrijd niet urineren en moest een dag later zich bij de arts melden voor de urinetest waar hij een briefje van zijn huisarts presenteerde waarin stond dat hij een slaaptablet van zijn vrouw had ingenomen waarin zich een "verboden product" bevond. De uitslag was echter geen slaapmiddel maar een amfetamine. Hierna werd hij gediskwalificeerd en raakte de titel kwijt aan de nummer 2 uit de uitslag, Willy Vergisson.
Hij werd door de Belgische atletiekbond vervolgens op 9 september 1968 voor het leven geschorst en was de eerste atleet in de gehele wereld en de eerste sporter in België die dit overkwam. Rombaux bleef ontkennen amfetamine geslikt te hebben, trok de resultaten van de urinetest in twijfel en begon een gerechtelijke procedure tegen de atletiekbond. Drie jaar later kwam hij tot een schikking en trok zijn rechtszaak terug. Hij erkende de resultaten van de dopingcontrole maar gaf aan het niet bewust tot zich te hebben genomen en kon daarna weer deelnemen aan competities. Na de opheffing van de schorsing zou hij nog deelnemen aan wedstrijden als de marathon in Brussel, maar won niet meer. Zijn persoonlijke toptijd op deze afstand was 2.22.08. Op de uurloop staat hij nog steeds met een tijd van 19.628,00 gelopen te Brussel op 9 oktober 1973 op plaats 12 op de Belgische ranglijst aller tijden en op plek 211 van de wereldranglijst.
Rombaux was getrouwd en kreeg vier kinderen. Ook zijn jongere broer Eddy Rombaux werd atleet.